# Божин Божинов
Божин Петров Божинов е български политик, кмет на община Тополовград (от 2011 г.).

## Биография
Роден е на 22 октомври 1966 г. в град Тополовград, Народна република България. Завършва средното си образование през 1984 г. От 2003 до 2011 г. работи в млекопреработвателна фирма „Би Си Си Хандел“ от град Елена.
През 2014 г., когато на анексирания от Русия украински полуостров Крим се провежда референдум за независимост от Украйна и присъединяването му към Русия, обявява, че заминава за Крим като доброволец наблюдател при провеждането на референдума. В кабинета си той държи бюст на Ленин и портрет на Сталин.